# 液滴模型
液滴模型是一個關於原子核的模型。
魏茨澤克公式將原子核的束縛能，表示成數個項之和。式中有部分常項由實驗確定，變數則由理論推導出。
一個原子核的束縛能可表示為：
{\displaystyle B(A,Z)=a_{vol}A-a_{surf}A^{2/3}-a_{comb}Z(Z-1)A^{-1/3}-a_{sym}(A-2Z)^{2}A^{-1}+(((-1)^{Z}+(-1)^{A-Z})/2)a_{P}A^{-1/2}}
其中A為質量數（核子數目，質子及中子數目之和），Z為原子序數（質子數目）。
另外，{\displaystyle B=((A-Z)m_{n}+Zm_{p}-m)c^{2}} ，{\displaystyle m_{n}}是一顆中子質量，{\displaystyle m_{p}}是一顆質子質量，{\displaystyle m}是原子核質量。

## 不同項的意義
- {\displaystyle a_{vol}A}：體積成正比，即約與核子數目A成正比。當一些核子合在一起成為原子核，每顆核子都與附近的核子作用，所以這項正比於體積。
- {\displaystyle -a_{surf}A^{2/3}} ：與表面積成正比，因為核子數目{\displaystyle A^{1/3}}約為原子核直徑，故與{\displaystyle A^{2/3}}成正比。在邊界的核子，比較在中心的核子，與較少的其他核子作用，故要減去上一項中計算多餘的量。
- {\displaystyle -a_{comb}Z(Z-1)A^{-1/3}} ：質子帶電+e，基於庫侖力，會互相排斥。對於特定一顆質子，對應另一顆與它相距{\displaystyle r}的質子的位能為{\displaystyle e^{2}/(4\pi \varepsilon _{0}r)}。原子核中有Z個質子，可組成(1/2)Z(Z-1)對質子，它們之間的距離近似為原子核直徑{\displaystyle A^{1/3}}
- Asymmetry term：由於泡利不相容原理（而非任何基本相互作用力），對於費米子系統，粒子數越大，新加入一個粒子到體系裡的能量就越高。中子和質子是不同的粒子，有各自的費米分佈。通常原子核裡的中子數多於質子數，對於質量數確定的原子核，把部分中子變成質子，體系的總能量會降低。故這一項隨著質子跟中子數目的差而變化。對於零階近似，能量正比于這個差的平方{\displaystyle ((A-Z)-Z)^{2}}。
- Pairing term
  - 若Z和N都是奇數，此項為{\displaystyle -{\frac {a_{P}}{A^{1/2}}}}
  - 若Z和N都是偶數，此項為{\displaystyle +{\frac {a_{P}}{A^{1/2}}}}
  - 若Z和N一奇一偶，此項為{\displaystyle 0}

## 應用
束縛能越高則越穩定。給定質量數A，最穩定的原子核，其質子數Z可以由求魏茨澤克公式的極值得到（忽略pairing term）。
{\displaystyle Z={A \over 2+2A^{2/3}{a_{Comb} \over a_{Asym}}}}
對於較輕的原子，Z=A/2。

## 外部連結
- The Liquid Drop Model （页面存档备份，存于）(pdf)：有實驗數據和每個項的解釋